# 安德烈·德米特里耶维奇·萨哈罗夫
安德烈·德米特里耶维奇·萨哈罗夫（俄语：Андре́й Дми́триевич Са́харов，其姓亦譯作沙卡洛夫；1921年5月21日—1989年12月14日），苏联原子物理学家，闻名于核聚变、宇宙射线、基本粒子和重子生成等领域的研究，参与发明托卡马克，并曾主导苏联第一枚氢弹的研发，被誉为“苏联氢弹之父”。萨哈罗夫也是人权運動家、前蘇聯持不同政見者，是公民自由的拥护者，支持苏联进行民主改革。他在1975年获得诺贝尔和平奖。为了纪念他，欧洲议会把设立的欧洲最高人权奖命名为萨哈罗夫奖。

## 生平
安德烈·德米特里耶维奇·萨哈罗夫1921年出生于莫斯科，父亲德米特里·伊万诺维奇·萨哈罗夫（Дмитрий Иванович Сахаров）在私立学校教授物理学，也是业余钢琴家；德米特里的祖父伊万（Иван）是沙俄时期著名的律师，重视社会认知和人道主义原则，包括提倡废除死刑，德米特里其后也受到这些思想的影响。萨哈罗夫的母亲是叶卡捷琳娜·阿列克谢夫娜·萨哈罗夫（Екатерина Алексеевна Са́харов，原名索菲亚诺，有希腊血统）。萨哈罗夫的父母和祖母玛丽亚·彼得罗夫娜（Мари́я Петровна）很大程度地塑造了他的性格，虽然他的祖父是俄罗斯正教会的教士，他的母亲也曾给他洗礼，但他的父亲是无神论者，宗教对萨哈罗夫的生活影响不大，尽管他认为一个非科学的“指导原则”在管理着宇宙和人类。

### 教育和职业
1938年，萨哈罗夫入读莫斯科大学，1941年因苏德战争撤离后，他在阿什哈巴德毕业。之后他被派往乌里扬诺夫斯克的实验室工作，在这段时期，他在1943年与第一任妻子克拉夫季娅结婚，并育有一子二女，克拉夫季娅在1969年逝世。萨哈罗夫在1945年返回莫斯科，在列别捷夫物理研究所理论部继续学业，1947年取得哲学博士学位。

### 热核装置的研制
第二次世界大战结束后，萨哈罗夫开始对宇宙射线的研究。1948年，他参与了伊戈尔·库尔恰托夫领导的苏联原子弹计划，苏联在1949年8月29日对研制的第一种原子装置进行了测试。1950年移居保密行政区萨罗夫后，萨哈罗夫在研制氢弹的过程中扮演了重要的角色，苏联在1953年8月12日对研制的第一种核聚变装置进行了测试。同年，萨哈罗夫得到了科学博士学位，被选为苏联科学院的会员，并获得了他的第一个社会主义劳动英雄荣誉。随后萨哈罗夫继续留在萨罗夫主导研发苏联首枚百万吨级氢弹，并在1955年进行了测试。有史以来破坏力最大的曾引爆的核武器——沙皇炸弹也是基于萨哈罗夫的设计制造的。
萨哈罗夫曾提出兴建一个受控核聚变反应堆——托卡马克，直至现在仍是大部分同类研究的基础，他和伊戈尔·塔姆曾共同提出以环面状的磁场限制高热的离子化等离子体，以控制托卡马克的核聚变。

### 研究和物理学
1965年后，萨哈罗夫返回到基础科学，开始从事粒子物理学和宇宙学。
他特别试图解释宇宙的重子不对称性，作为科学家首次推出两个宇宙所谓的“片”联系到宇宙大爆炸。
萨哈罗夫亦曾提出感应重力，作为量子重力的替代理论。

### 支持和平利用核能
从1950年代后期起，萨哈罗夫开始关注他工作所牵涉的道德和政治问题。他在1960年代开始活跃于政坛，反对核武器扩散。他亦推动各国停止在地面进行核试验，也参与促成了部分禁止核试验条约在1963年的签署。1965年，他重返科学界，开始研究物理宇宙学，但仍继续反对政治歧视。
1967年当反弹道导弹成为美苏关系的重要议题时，萨哈罗夫的政治生涯出现了转折点，1967年7月21日萨哈罗夫在写给苏联领导人的一封信中，他认为苏联应该接受美国的建议，双方共同放弃对反弹道导弹的研发，否则针对这项新技术的军备竞赛将增加核战的可能性。他也请求领导人批准他在苏联一份报章上发表文章，解释反弹道导弹的危险性。当局没有理会这封信，并禁止他在苏联出版书籍展开对这个议题的讨论。1968年5月，萨哈罗夫写了一篇文章，指出反弹道导弹是核战威胁的一个主要因素，这篇文章作为地下出版物被传播并在苏联境外出版后，萨哈罗夫被禁止参与与军事有关的研究。之后他返回列别杰夫物理学院修读普通理论物理学。在1970年代，他与瓦列里·查里兹和安德烈·特韦尔多赫列博夫共同创立莫斯科人权委员会，并因而面对当局更大的压力。
1972年，萨哈罗夫与同为人权行动主义者的叶连娜·邦纳结婚。1973年，萨哈罗夫获得了诺贝尔和平奖的提名；翌年他获得了奇诺·德尔杜卡世界奖。1975年，他获得了诺贝尔和平奖，但他被苏联禁止离境领奖，他的妻子叶连娜在颁奖典礼上代他宣读演讲辞。
萨哈罗夫的社会发展理念，使他致力于将推动人权作为政治的基础。在他的著作中，他认为“没有被禁止的事情即被容许”，否认法律以外的任何道德或文化规范的重要性和正确性。

### 内部流放

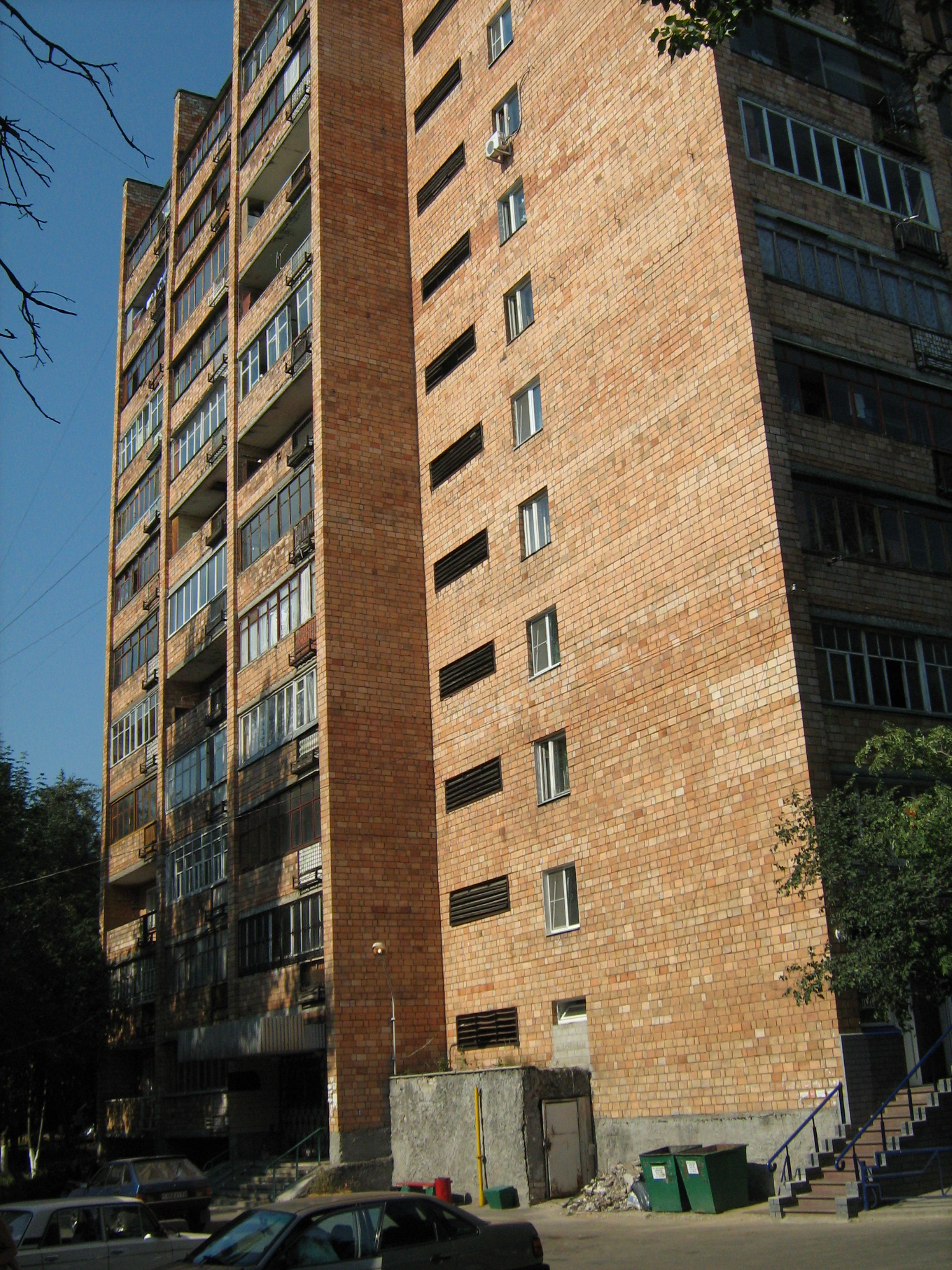
萨哈罗夫流亡从1980年到1986年期间居住的公寓大楼，在下诺夫哥罗德的Scherbinki小区里。他的公寓现在是一个博物馆。

1966年，萨哈罗夫曾签署反对为斯大林翻案的《25人公开信》。
1980年1月22日，他因为示威抗议苏联入侵阿富汗而被捕，随后他被流放到一个保密行政区高尔基，即现在的下诺夫哥罗德。他的社会主义劳动英雄头衔也被蘇聯最高蘇維埃主席團决议所褫夺。在1980年至1986年间，萨哈罗夫受到苏联秘密警察的严密监视，在他的回忆录中他声称他在高尔基的寓所经常被搜查和抢掠。萨哈罗夫被美国人道主义协会评为1980年的年度人道主义者。
1986年12月19日，米哈伊尔·戈尔巴乔夫展开重建和开放的政策，打电话给萨哈罗夫告诉他被释放，他和他妻子可以返回莫斯科。

### 政治领袖
1988年，萨哈罗夫获得国际人道和伦理联合会（International Humanist and Ethical Union）颁发的国际人道主义奖。之后，萨哈罗夫协助了苏联最早的一批独立政治组织的成立，并成为苏联反对势力中主要一员。1989年3月，萨哈罗夫当选为苏联人民代表大会的成员，成为民主改革势力的领导者之一。

### 逝世
1989年12月14日，萨哈罗夫死于心脏病发，终年68岁。他的遗体埋葬在莫斯科沃斯特里亚科沃公墓。

### 引用
1. ↑  . 中国社会科学院俄罗斯东亚中亚研究所. 2006年1月1日  [2007-07-05]. （原始内容存档于2007年8月28日）.
2. ↑  . American Institute of Physics.   [2007-07-04]. （原始内容存档于2015-12-29） （英语）.
3. 1 2  见Drell 1991，第3頁和Drell 1991，第92頁。
4. ↑  A.D. Sakharov: "Expanding Universe and the Appearance of a Nonuniform Distribution of Matter", ZhETF 49: 345–358 (1965); translation in JETP Lett. 22: 241–249 (1966)
5. ↑  A.D. Sakharov: Violation of CP Symmetry, C-Asymmetry and Baryon Asymmetry of the Universe （页面存档备份，存于）, Pisma Zh. Eksp. Teor. Fiz. 5: 32–35 (1967); translation in JETP Lett. 5: 24–27 (1967)
6. ↑  A.D. Sakharov: Quark-Muonic Currents and Violation of CP Invariance （页面存档备份，存于）, Pisma Zh. Eksp. Teor. Fiz. 5: 36–39 (1967); translation in JETP Lett. 5: 27–30 (1967)
7. ↑  
A.D. Sakharov: "Antiquarks in the Universe" in "Problems in theoretical physics", dedicated to the 30th anniversary of N.N. Bogolyubov, Nauka, Moscou, pp. 35–44, 1969
8. ↑  
A.D. Sakharov and I.D. Novikov: "A multisheet Cosmological model" Preprint Institute of Applied Mathematics, Moscow, 1970
9. ↑  
A.D. Sakharov: "Topological structure of elementary particles and CPT asymmetry" in "Problems in theoretical physics", dedicated to the memory of I.E. Tamm, Nauka, Moscow, pp. 243–247, 1972
10. ↑  
A.D. Sakharov: "Baryonic asymmetry of the Universe", ZhETF 76: 1172–1181 (1979); translation in JETP Lett. 49: 594–599 (1979)
11. ↑  
A.D. Sakharov: "Cosmological model of the Universe with a time vector inversion". ZhETF 79: 689–693 (1980); translation in JETP Lett. 52: 349–351 (1980)
12. ↑  Joshua Rubenstein, Alexander Gribanov, The KGB file of Andrei Sakharov，2005，page 248
13. ↑  .   [21 November 2012]. （原始内容存档于2013年1月14日）.
14. ↑  Michael MccGwire. . Brookings Institution Press. 1991: 275. ISBN 0-8157-5553-8.
15. ↑  Coleman, Fred, The Decline and Fall of the Soviet Empire: Forty Years That Shook the World, from Stalin to Yeltsin, p. 116. New York: St. Martin's, 1997.